# Zakaukaska Federacyjna Socjalistyczna Republika Radziecka

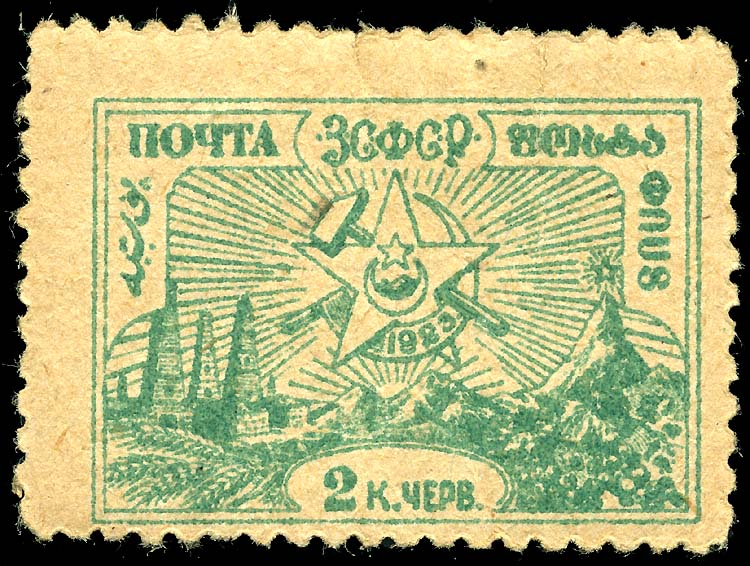
Znaczek republiki z 1923

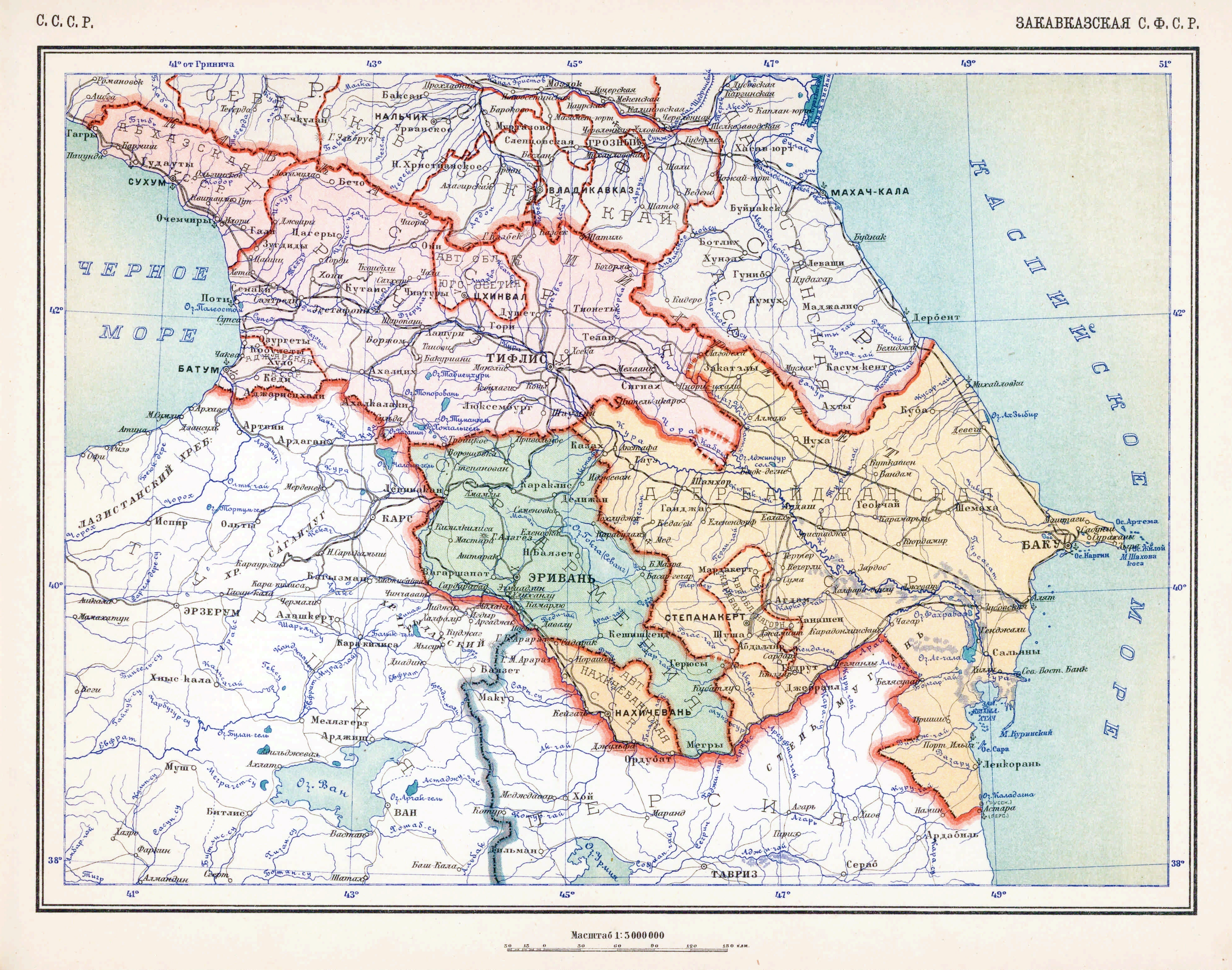
Zakaukaska FSRR w 1928 roku

Zakaukaska Federacyjna Socjalistyczna Republika Radziecka, Zakaukaska FSRR (ros. Закавказская Советская Федеративная Социалистическая Республика) – republika federacyjna ZSRR istniejąca w latach 1922–1936. Powstała w 1922 z połączenia Armeńskiej SRR, Azerbejdżańskiej SRR i Gruzińskiej SRR.

## Tło wydarzeń
W czasie wojny domowej w Rosji, po zwycięstwie nad Białymi Siłami Zbrojnymi Południa Rosji na Północnym Kaukazie, Armia Czerwona, przy symbolicznym udziale miejscowych organizacji bolszewickich, zajęła kolejno Demokratyczną Republikę Azerbejdżanu, Demokratyczną Republikę Armenii oraz Demokratyczną Republikę Gruzji - trzy narodowe państwa na Kaukazie Południowym. Radziecki podbój Azerbejdżanu dokonał się bez oporu w dniach 27–28 kwietnia 1920 roku. Również radziecki podbój Armenii w listopadzie 1920 odbył się bez większych trudności, gdyż Ormianie widzieli w bolszewikach obrońców przed Turcją. Jedynie w Gruzji doszło do wojny obronnej, która zakończyła się sukcesem Armii Czerwonej z powodu jej ogromnej przewagi w ludziach i sprzęcie. Rząd demokratycznej Gruzji upadł ostatecznie 18 marca 1921 roku. W trzech podbitych państwach utworzone zostały republiki radzieckie.

## Utworzenie republiki
W ocenie Lenina trzy kraje Południowego Kaukazu powinny zostać natychmiast zintegrowane w jednej federacyjnej strukturze. Pierwszym krokiem na drodze do tego celu było powołanie w dniu 16 sierpnia 1921 komitetu gospodarczego wspólnego dla trzech republik i nadrzędnego w stosunku do ich rządów. Decyzję tę natychmiast oprotestowała Komunistyczna Partia (bolszewików) Gruzji, twierdząc, że gospodarcza integracja lepiej rozwiniętej Gruzji z Azerbejdżanem i Armenią odbędzie się na jej koszt. Mimo to komitet rozpoczął natychmiast prace, koordynując handel zagraniczny trzech republik, przygotowując się do unifikacji handlu pieniężnego i integracji sieci linii kolejowych. Czołowi gruzińscy działacze bolszewiccy – Budu Mdiwani, Filipe Macharadze, Kote Cincadze, Micha Okudżawa – w dalszym ciągu protestowali przeciwko integracji trzech republik. Za forsowanym przez Lenina i kierującego Biurem Kaukaskim przy Komitecie Centralnym partii bolszewickiej Sergo Ordżonikidzego projektem natychmiastowego utworzenia radzieckiej federacji zakaukaskiej opowiedzieli się z miejscowych przywódców jedynie Szalwa Eliawa i Iwane Orachelaszwili. O ile sama koncepcja walki z "nacjonalizmem" i zbudowania w przyszłości państwa federacyjnego na Zakaukaziu nie budziła sprzeciwu, o tyle nie zgadzano się na jej natychmiastowe wdrażanie, bez wieloletniej kampanii propagandowej, po której miejscowa ludność sama zaaprobowałaby takie rozwiązanie. Konflikt między Leninem i Ordżonikidzem a przywództwem partyjnym w Gruzji określany jest jako sprawa gruzińska.
Wątpliwości w kwestii utworzenia na Zakaukaziu republiki federacyjnej wyrażał także przewodniczący Rady Komisarzy Ludowych Azerbejdżańskiej SRR Nəriman Nərimanov. W jego ocenie skuteczną integrację wszystkich ziem Kaukazu Południowego uniemożliwiały różnice w poziomie wykształcenia – w Armenii i Gruzji wskaźnik piśmienności sięgał 50%, w Azerbejdżanie tymczasem zdecydowana większość populacji była analfabetami.
Mimo wszystkich głosów sprzeciwu miejscowych działaczy, 12 marca 1922 w Tbilisi władze Armeńskiej SRR, Azerbejdżańskiej SRR, i Gruzińskiej SRR zawarły porozumienie o zjednoczeniu się w Federacyjny Związek Socjalistycznych Republik Radzieckich Zakaukazia, FZSRRZ (Федеративный Союз Социалистических Советских Республик Закавказья, ФСССРЗ). Akt ten miał miejsce w atmosferze zastraszania i pod pełną kontrolą centralnych władz radzieckich, które same dobrały delegatów trzech republik na konferencję w Tbilisi. Zawarte porozumienie zostało natychmiast oprotestowane przez przywódców gruzińskich, którzy w kolejnych miesiącach bojkotowali postanowienia komitetu wykonawczego FZSRRZ i wielokrotnie listownie próbowali przekonać Lenina do zmiany polityki w kwestii zakaukaskiej.
Konflikt między bolszewikami gruzińskimi a radzieckim centrum, wobec krytyki Lenina w kwestii brutalnego postępowania Ordżonikidzego narzucającego swoje decyzje miejscowym przywódcom, został zażegnany w marcu 1923 poprzez zawarcie porozumienia między Ordżonikidzem i jego zwolennikami a gruzińskimi bolszewikami skupionymi wokół Mdiwaniego i Macharadzego. Porozumienie to zakładało poszanowanie kulturalnej tradycji gruzińskiej i powstrzymanie się od rusyfikacji. Dzięki temu 13 grudnia 1922 na pierwszym posiedzeniu parlamentu FZSRRZ Związek zastąpiła Zakaukaska Federacyjna Socjalistyczna Republika Radziecka (ros. Закавказская Советская Федеративная Социалистическая Республика). W jej skład, jak poprzednio wchodziły Armeńska SRR, Azerbejdżańska SRR, Abchaska SRR, Gruzińska SRR. 
30 grudnia 1922 Zakaukaska FSRR weszła w skład ZSRR jako jedna z 4 republik związkowych (obok Rosyjskiej Federacyjnej SRR, Ukraińskiej SRR i Białoruskiej SRR).

## Funkcjonowanie
W 1931 Abchaska SRR została włączona w skład Gruzińskiej SRR jako Abchaska Autonomiczna SRR. 5 grudnia 1936 rozwiązano Zakaukaską FSRR, a wchodzące w jej skład Armeńska SRR, Azerbejdżańska SRR i Gruzińska SRR stały się bezpośrednimi członkami ZSRR.